# Sjöängen, Slöta
Sjöängen, Slöta este o arie protejată (arie specială de conservare — SAC, sit de importanță comunitară — SCI) din Suedia întinsă pe o suprafață de 1,3 ha, integral pe uscat.

## Localizare
Centrul sitului Sjöängen, Slöta este situat la coordonatele 58°06′14″N 13°38′56″E / 58.1038°N 13.6489°E.

## Înființare
Situl Sjöängen, Slöta a fost declarat sit de importanță comunitară în decembrie 1995 pentru a proteja 2 specii de plante. Situl a fost protejat și ca arie specială de conservare în martie 2011.

## Biodiversitate
Situată în ecoregiunea boreală, aria protejată conține 1 habitat natural: Mlaștini alcaline.
La baza desemnării sitului se află mai multe specii protejate de  plante (2): Hamatocaulis vernicosus, ochii-șoricelului (Saxifraga hirculus)